# Final Fantasy VIII
Final Fantasy VIII (jap. ファイナルファンタジーVIII Fainaru Fantajī Eito) – komputerowa gra fabularna wyprodukowana przez firmy Square Co., Ltd. i wydana na świecie w 1999 przez Electronic Arts na konsolę PlayStation, skonwertowana później na platformę Windows. Jest to druga w pełni trójwymiarowa gra z serii Final Fantasy oraz pierwsza, w której grafika jest przez cały czas realistyczna (główni bohaterowie nie są stworzeni w stylu super deformed, ale mają normalne, ludzkie sylwetki). Final Fantasy VIII była także pierwszą grą na PlayStation, która posiadała specjalne zabezpieczenie, które nie pozwalało na odtwarzanie tej gry na przerobionych konsolach (na przerobionych konsolach można było grać na pirackich kopiach gier). Zabezpieczenie to zostało złamane już następnego dnia po premierze gry. FFVIII była także pierwszą częścią serii, w której jako minigra (Triple Triad) pojawiła się gra karciana. Jest to także jedyna gra z serii Final Fantasy kompatybilna z PocketStation. Na potrzeby tego urządzenia FFVIII zawierało grę Odekate Chocobo (Chocobo World ).
W trzy tygodnie po premierze Final Fantasy VIII zarobiła ponad 50 milionów dolarów, co było ówczesnym rekordem spośród wszystkich gier serii.

## Rozgrywka
Jak w poprzednich częściach Final Fantasy rdzeniem rozgrywki są trzy podstawowe elementy: eksploracja mapy świata, eksploracja mniejszych instancji na mapie oraz tryb walki. Mapa świata składa się z trójwymiarowych obiektów, którymi są mniejsze instancje lub elementy krajobrazu. Po mapie możemy poruszać się na wiele sposobów: jeżdżąc samochodem, ujeżdżając Chocobo, latając statkiem powietrznym lub pieszo. Podczas eksploracji jesteśmy atakowani przez losowe grupy potworów. Walki odbywają się w systemie pół-turowym - postacie mają pasek akcji, który wypełnia się z prędkością zależną od statystyki szybkości danej postaci. Po naładowaniu paska mogą wykonać akcję taką jak: atak, rzucanie magii czy użycie przedmiotu z ekwipunku. Każda z jedenastu dostępnych postaci ma specjalną umiejętność zwaną Limit Breakiem. Można ją aktywować tylko wtedy gdy bohater ma niski poziom zdrowia lub za pomocą specjalnego czaru.

## Historia
Akcja Final Fantasy VIII rozgrywa się w świecie, w którym istnieją kontynenty Galbadii, Trabii, Balamb oraz ziemie, na których znajdują się ruiny Centry. W świecie tym istnieją trzy akademie zwane Ogrodami – Ogród Balamb, Ogród Galbadia oraz Ogród Trabia. Nie są to jednak zwykłe placówki oświatowe – to apolityczne instytucje, które pełnią funkcję czegoś w rodzaju szkół wojskowych – szkolą młodych ludzi w posługiwaniu się bronią i magią, a kiedy nadchodzi taka potrzeba, wynajmują swoje siły zbrojne temu, kto ich potrzebuje i jest w stanie za nie zapłacić.
Fabuła gry rozpoczyna się w ambulatorium Ogrodu Balamb, gdzie po pojedynku z Seiferem odpoczywa główny bohater gry – Squall Leonhart. Squall właśnie kończy swoją edukację w Ogrodzie i musi zdać jeszcze ostatni test, którego ukończenie nada mu tytuł SeeD. W jego ramach zostanie wysłany wraz z innymi rekrutami do Dollet – miasta, które zostało zaatakowane przez siły zbrojne Galbadii. Tam też pozna część swoich najlepszych przyjaciół. Po powrocie do Ogrodu, Squall wraz z kilkoma innymi zostanie wysłany z misją do miasta Timber. Od tego momentu on i jego przyjaciele zostaną wplątani w sieć intryg, w którą zaplątani są również prezydent Galbadii oraz tajemnicza czarownica. Do tego dochodzi jeszcze wątek młodego galbadiańskiego żołnierza – Laguny Loire'a, w którego gracz wciela się w określonych momentach gry.

## Bohaterowie
- Squall Leonhart – młody, zamknięty w sobie człowiek, którego twarz zdobi ukośna blizna, której się odrobił w czasie "treningu" z jego rywalem, Seiferem. Jest mistrzem w posługiwaniu się Gunblade'm
- Seifer Almasy – porywczy i ambitny młodzieniec, największy rywal Squalla. Podobnie jak Squall ma bliznę na twarzy. Woli wydawać rozkazy niż je przyjmować. Bezczelny, władczy i arogancki.
- Rinoa Heartilly – otwarta i szczera młoda kobieta, która przybywa do Ogrodu Balamb w swoich celach... Czasami naiwna i lekkomyślna, jednakże jest świetną czarodziejką, zaś jej pies, Angelo, bardzo ułatwia niektóre walki.
- Quistis Trepe – jedna z najlepszych SeeD, która już w bardzo młodym wieku została instruktorem. Niepewna siebie i swoich uczuć do Squalla, jednakże w czasie gry pokazuje, że jest odważną i potężną wojowniczką i oddaną przyjaciółką.
- Selphie Tilmitt – wszędobylska i roztrzepana dziewczyna, która została przeniesiona z Ogrodu Trabia do Ogrodu Balamb. Pełna energii i bardzo dziewczęca, ale to pozory, jest potężną wojowniczką i jej słodki wygląd możne bardzo zmylić przeciwników.
- Zell Dincht –nadpobudliwy i odważny chłopak, który chce zostać żołnierzem jak jego dziadek. Dowcipny, trochę naiwny i nie zawsze rozumiany. Jest mistrzem sztuk walki.
- Irvine Kinneas – adept Ogrodu Galbadia, którego hobby są strzelby i kobiety. Radzi sobie lepiej z tymi pierwszymi. Butny i pełen uroku, jednakże po poznaniu go dokładniej jest dosyć nieśmiały i niepewny siebie.
- Laguna Loire – młody żołnierz Galbadii o wielkim sercu i raczej pacyfistycznym nastawieniu do świata. Woli walczyć piórem niż pistoletem, niepoprawny romantyk i lekkoduch.
- Kiros Seagill – przyjaciel i towarzysz broni Laguny, który musi ciągle sprowadzać go na ziemię. Cynik i intelektualista.
- Ward Zabac – przyjaciel i towarzysz broni Laguny. Dopóki nie stracił głosu, wspaniale wyzłośliwiał się na Lagunie. Podobnie zresztą jak Kiros.
- Edea Kramer (Czarownica Edea) – tajemnicza czarownica, która zawarła układ z prezydentem Galbadii. Ma sporo do zaoferowania światu, jej dominację, ogólny terror i reżim, idolka Seifera, jej motywy są niezbyt oczywiste, do czasu...